# ボニー・レイット (アルバム)
| 専門評論家によるレビュー           | 専門評論家によるレビュー |
| レビュー・スコア                   | レビュー・スコア         |
| 出典                               | 評価                     |
| ---------------------------------- | ------------------------ |
| オールミュージック                 | [ 1 ]                    |
| Christgau's Record Guide           | A–                       |
| エンターテインメント・ウィークリー | A+                       |
| ヴィレッジ・ヴォイス               | B+                       |
| ローリング・ストーン               | (favorable)              |

『ボニー・レイット』（原題：Bonnie Raitt）は、1971年にリリースされたボニー・レイットによるセルフタイトルのデビュー・アルバム。 

## バックグラウンド
ミネアポリスの西約30マイルにあるミネトンカ湖のエンチャンテッド島にある空のサマーキャンプ場でストレートなブルースがレコーディングされた。「私たちは音楽にもっと自発的で自然な感じを望んでいたので、私たちは4トラック・レコーダーにライブ・レコーディングしたの。ミュージシャンが完璧になるまで別のトラックで自分のパートをオーバーダビングできることを知っているとき、感情はしばしば犠牲になるから」とアルバムのライナーノーツにレイットは書いている。 

## 反応
アルバムの販売は控えめだったが、 『ボニー・レイット』はロック評論家には温かく迎えられた。 「ミュージシャンの異常な品揃えによって実行される歌の異常なコレクション」と『ローリング・ストーン』誌は書いている。「レイットは歴史的にはフォーク的ですが、審美的な理由ではありません」と『消費者ガイド』誌のコラムでロバート・クリストガウは述べている。「彼女は世界がアコースティックな歌詩とフレッド・マクダウェルで終わっていないことを知っているのでスティーヴン・スティルス 、 マーヴェレッツ 、および古典的なフェミニスト・ブルース・シンガーのシッピー・ウォーレスの曲を含めている。安定したロールでロックする大人のレパートリー。彼女は21歳です」。 

## 収録曲
1. 「ブルーバード」 - "Bluebird" （スティーヴン・スティルス）– 3:29
2. 「マイティ・タイト・ウーマン」 - "Mighty Tight Woman" （シッピー・ウォレス）– 4:20
3. 「サンキュー」 - "Thank You" （レイット）– 2:50
4. 「ファイネスト・ラヴィン・マン」 - "Finest Lovin 'Man" （レイット）– 4:42
5. 「エニー・デイ・ウーマン」 - "Any Day Woman" （ポール・シーベル）– 2:23
6. 「ビッグ・ロード」 - "Big Road" （トミー・ジョンソン）– 3:31
7. 「ウォーキング・ブルース」 - " Walking Blues" （ロバート・ジョンソン）– 2:40
8. 「デンジャー・ハートブレーク・デッド・アヘッド」 - "Danger Heartbreak Dead Ahead" （ アイビー・ハンター 、 クラレンス・ポール 、 ウィリアム・”ミッキー”・スティーブンソン ）– 2:53
9. 「私があなたのために落ちたから」 - "Since I Fell for You" （バディ・ジョンソン）– 3:06
10. 「アイ・エイント・ブルー」 - "I Ain't Blue" （ジョン・コーナー 、 ウィリー・マーフィー）– 3:36
11. 「ウィメン・ビー・ワイズ」 - "Women Be Wise" （シッピー・ウォレス）– 4:09

## パーソネル
- ボニー・レイット – リードボーカル 、バッキングボーカル（1、8）、 アコースティックギター 、 スライドギター 、 アコースティックピアノ （3）、エレクトリックスライドギター（8）
- ウィリーマーフィー – アコースティックピアノ（ 1、4、6、8、9 ）、ギター（3）、バッキングボーカル（5、10）、パーカッション（10）、
- ジョンビーチ – アコースティックピアノ（2、11）、アレンジメント（2）
- ピーター・ベル – エレクトリックギター（1）、バッキングボーカル（1、8、10）、アコースティックギター（6）、 パーカッション （ 7、10 ）
- ラッセル・ハーゲン – エレキギター（4、8、9）
- フリーボ - フレットレスベース（ 1-5、8-11 ）、 チューバ （6）
- スティーブン・ブラッドリー – ドラム （1-6、8、9、11）
- ユージン・ホフマン – カウベル （1）、 テナーサックス （ 4、8、9 ）
- スティーブ・レイット – パーカッション（10）、バッキングボーカル（10）
- ジュニア・ウェルズ – ハーモニカ （ 2、4、6、7 ）
- A.C.リード – テナーサックス（1、4、8、9）
- モーリス・ジェイコックス – バリトンサックス （3、4、8、9、10）、 フルート （3）
- ボイル・ハリス – トランペット （3、4、8、9）
- ダグラス・”トード”・スポルジョン – トロンボーン （6）
- リーヴ・リトル – バッキングボーカル（1）
- ポール・ペナ – ベースボーカル（1）
- クリス・ロードス – バッキングボーカル（8）

## プロダクション
- プロデューサー – ウィリー・マーフィー
- エンジニア – デイブ・レイとシルビア・レイ
- Sweet Jane、Ltd.で録音 （ミネソタ州カッシング）。
- リミックス – ケンドール・パシオス
- シリーズプロデューサー – グレッグ・ゲラー
- プロジェクトコーディネーター – ジョー・モッタ
- リマスター – パトリック・クラウス
- ライナーノーツ - ボニー・レイット